# Raso X van Gaveren
Raso X (of Raas) van Gavere(n) (1209 - 1291), oudste zoon van Raso IX van Gaveren (ca. 1175 - 9 november 1241), heer van Gavere, Chièvres, Liedekerke en Eksaarde, was heer van Breda van 1287 tot aan zijn dood. Hij behoorde tot het geslacht Gavere(n). In de geschiedschrijving van Breda is hij als Raso I bekend.

## Leven
Rond 1235 huwde hij met Margaretha van Enghien (1210 - 1286). Uit dit huwelijk zijn vijf kinderen bekend: Raso XI van Gaveren, Jan van Gaveren (1245 - 1304, heer van Appeltern en Eyghen), Arnoud, Seger (heer van Kruibeke) en Gerard (heer van Oosterhout).
Volgens de legende nam Raso in 1248 deel aan de Zevende Kruistocht, samen met zijn broers Arnoud en Jan. Bij de belegering van El-Mansoera (Egypte) in 1250 beloofden zij een klooster en kapel te bouwen in Liedekerke indien zij levend zouden terugkeren. Daarop verscheen Maria, gezeten op een witte muilezel, aan hen. Na terugkomst maakten zij hun belofte waar en bouwden het Klooster Ter Muilen en de Kapel Ter Muilen. Van het klooster resten nog slechts de ruïnes. De kapel is een aantal malen verwoest maar bestaat nog. Of Raso daadwerkelijk heeft deelgenomen aan de kruistocht is onzeker.
In de Slag bij Woeringen in 1288 was Raso aanvoerder van het Bredase legerkorps.
In 1256 werd Raso voogd over de kinderen van Hendrik IV van Breda. Na de dood van Arnoud van Leuven in 1287 verdeelde hertog Jan I van Brabant het land van Breda in twee delen: de baronie Breda en het markiezaat Bergen op Zoom. Hij wees de baronie Breda (inclusief enkele bezittingen onder Roosendaal en Nispen) toe aan Raso.
Zo bezat Raso in 1290 de Vlaamse Moer, een moerasgebied van ongeveer 1400 hectare, ten oosten van Roosendaal, nabij Zegge. Ten behoeve van het ontginnen van veen werden de moerrechten voor 300 bunder van dit gebied door hem verleend aan Vlaamse kooplieden, waaronder Gerard de Spiekere (Gerard van de Spijker)..
Tijdens het bestuur van Raso vindt er in het hertogdom Brabant een omslag plaats in het taalgebruik. Zo waren de schepenen van het moergebied van Gerard de Spiekere de eerste openbare bestuurders in het huidige West-Brabant, die in 1292 in het Middelnederlands een oorkonde schreven. Ook de scriba van Raso stond onder invloed van deze ontwikkeling. Van Raso X zijn minimaal twaalf oorkondes bekend. Vijf voor religieuze instellingen bestemde oorkondes zijn geschreven in het Latijn. De overige zeven oorkondes waren geschreven in het Middelnederlands. Hiermee week Raso af van zijn voorgangers Arnoud van Leuven en Isabella van Schoten die uitsluitend oorkondes lieten schrijven in het Latijn.
Raso werd samen met zijn vrouw begraven vlak bij het Sint-Nicolaasaltaar in de abdij van Ninove